# ダニエル・ドルーズ
ダニエル・バートン＝ドルーズ（Danielle Barton-Drews、1999年2月2日 - ）は、アメリカ合衆国の女子バレーボール選手である。アメリカ合衆国代表。

## 来歴

### クラブチーム
ユタ州サンディ出身。ブライトン高校を卒業後、ユタ大学へ進学。2021/22シーズンはポーランド・タウロンリーガのグルパ・アゾティ・チェミック・ポリツェと契約したがロシアによるウクライナ侵攻のためにシーズン終了を前にチームを去ることとなった。その後、アメリカに戻り、アスリーツ・アンリミテッドでプレーし、全選手中3位のポイントでランクインしシーズンのドリームチームに選ばれた。2022/23シーズンはイタリアセリエA1のクーネオ・グランダ・バレーと契約し、1年間プレーした。2023/24シーズンは日本のV.LEAGUE DIVISION1のNECレッドロケッツでオポジットとしてプレーした。2024/25シーズンは母国のリーグ・ワン・バレーボールでプレーする。

### 代表チーム
2022年、アメリカ代表に初選出され、同年のパンアメリカンカップに出場し銅メダルを獲得した。

## 受賞歴
- 2022年 - アスリーツ・アンリミテッド ベストアウトサイドヒッター賞

## 所属クラブ
- ユタ大学
- グルパ・アゾティ・チェミック・ポリツェ（2021-2022年）
- アスリーツ・アンリミテッド（2022年）
- クーネオ・グランダ・バレー（2022-2023年）
- NECレッドロケッツ（2023-2024年）
- LOVBソルトレイク（2024年-）